# Jack mystifié
Pour plus de détails, voir Fiche technique et Distribution.
Jack mystifié (A Sporting Chance) est un film muet américain réalisé par Henry King, sorti en 1919.

## Synopsis
Les concierges d'un hôtel de New York près de Times Square refusent des chambres à divers clients jusqu'à ce qu'ils acceptent le millionnaire John Stonehouse et lui donnent la chambre 420. Alors qu'il tente de se suicider, John entend un coup de feu provenant d'une chambre voisine. Il y trouve Gilberte Bonheur penchée sur le corps d'Aaron Witt sur qui, dit-elle, elle a tiré lorsqu'il a essayé de l'attaquer. John, qui veut mourir de toute façon, offre d'endosser le crime. Il s'échappe après avoir pris une émeraude que Witt utilisait pour faire chanter Gilberte. John aide Gilberte à cacher Witt, avec la complicité des concierges. Ce dernier revient à lui et demande qu'on lui rende l'émeraude ou sa valeur. John lui fait un chèque et part, en emportant un billet de théâtre que lui a donné Gilberte.
John, qui envisageait le suicide parce qu'il avait bu un poison étrange, reçoit un antidote de son pharmacien. Guéri, il se rend au théâtre et la pièce qu'il y voit reprend ce qui est arrivé à l'hôtel. En coulisses, Gilberte lui explique qu'il s'agissait de prouver à un critique que l'intrigue de la pièce pouvait se passer dans la réalité. Ils se confessent alors leur amour.

## Fiche technique
- Titre original : A Sporting Chance
- Titre français : Jack mystifié, La Femme qui assassina (titre provisoire)[1]
- Réalisation : Henry King
- Scénario : Stephen Fox
- Sociétés de production : William Russell Productions, American Film Company
- Société de distribution : Pathé Exchange (États-Unis), Cinématographes Harry (France)
- Pays d'origine :  États-Unis
- Langue : anglais
- Format : Noir et blanc - 35 mm - 1,37:1 - Muet
- Genre : Comédie dramatique
- Durée : 50 minutes (5 bobines)
- Dates de sortie :
  - États-Unis : 29 juin 1919
  - France : 21 avril 1922[2]

## Distribution
- William Russell : John Stonehouse
- Fritzi Brunette : Gilberte Bonheur
- George Periolat : Edward Craig
- J. Farrell MacDonald : Luther Ripley
- Lee Hill : George Cornhill
- Harvey Clark : Aaron Witt
- Perry Banks : Anthony James